# 2. Bundesliga de 2024–25
A 2. Bundesliga de 2024–25 é a 51ª temporada da 2. Bundesliga, a temporada começou em 2 de agosto de 2024 e terminará em 18 de maio de 2025. 
O campeão foi o Colônia, que conquistou seu quinto título da competição.  O vice-campeão, Hamburgo, voltou à primeira divisão após 5 anos. 

## Sistema de competição
Participam da 2. Bundesliga 18 clubes que, seguindo um calendário estabelecido por sorteio, se enfrentam entre si em duas partidas de ida e volta. O vencedor de cada partida conquista três pontos, enquanto o empate um ponto e a derrota, zero pontos.
Ao final da temporada, os dois primeiros colocados se classificarão à 1. Bundesliga, e o terceiro colocado disputará sua promoção com o 16º colocado da 1. Bundesliga. Os dois últimos serão rebaixados à 3. Liga e o 16º colocado disputará sua permanência com o terceiro colocado da 3. Liga. 

## Play-off de rebaixamento

### Jogo de ida
|  | Eintracht Braunschweig | – | Saarbrücken | Eintracht-Stadion |
|  |                        |   |             |                   |

### Jogo de volta
|  | Saarbrücken | – | Eintracht Braunschweig | Ludwigsparkstadion |
|  |             |   |                        |                    |